# Горшков, Борис Львович
Борис Львович Горшков (20 апреля 1939 года, Москва — 25 ноября 2021 года, там же) — советский и российский скрипичный мастер, эксперт, педагог, реставратор, председатель Творческого союза мастеров-художников и реставраторов музыкальных инструментов, Заслуженный работник культуры РСФСР (1989), Заслуженный деятель искусств Российской Федерации (1995), почётный член РАХ (2008), почётный житель муниципального округа Арбат (2012).

## Биография
Родился в Москве в семье известного скрипичного мастера, реставратора Льва Александровича Горшкова (1910—1983), который реставрировал инструменты великим музыкантам — Давиду Ойстраху, Мстиславу Ростроповичу, Рудольфу Баршаю, Даниилу Шафрану, Эдуарду Грачу, Наталии Гутман, Валерию Климову и другим.
Во время войны Московская консерватория, где работал отец, была эвакуирована в Саратов, и семья переехала туда. В Москву вернулись в 1944 году. С раннего детства играл на скрипке, посещал художественную школу на Парке Культуры, где обучался живописи, композиции и скульптуре: лепил фигуры из пластилина, резал по дереву и кости.
Искусству создания смычковых музыкальных инструментов обучался у отца, которому помогал делать и реставрировать инструменты. Первую скрипку самостоятельно сделал в 1958 году, когда учился в центральной музыкальной школе у выдающегося струнного мастера СССР и России Евгения Николаевича Горохова (1924 г.р.), родного брата советского скрипача Алексея Горохова.
Окончив школу в Серебряном переулке, обучался в школе рабочей молодежи на Арбате. В 1960-м году устроился работать лаборантом в отдел этнографии НИИ и музея антропологии, где были собраны инструменты народов Азии, Африки, Латинской Америки. Здесь он проработал год, занимаясь реставрацией этнографических музыкальных инструментов. Затем работал в музее антропологии МГУ, где расчищал и собирал из сохранившихся фрагментов черепа, привозимые из раскопок. Там он познакомился со скульптором Михаилом Герасимовым. Увлёкшись биологическими темами, поступил на вечернее отделение биологического факультета МГУ им. М. В. Ломоносова. В эти годы работал в университете на кафедре высшей деятельности в лаборатории информационных процессов головного мозга. 
В 1969 году окончил биофак МГУ и получил рекомендацию в аспирантуру, но увлеченность профессией отца 
оказалась сильнее: ещё во время обучения в университете он успешно участвовал во всех Всесоюзных конкурсах скрипичных мастеров (1966, 1970, 1974, 1986, 1987). На конкурс 1966 года Борис представил две скрипки. Одна была удостоена первой степени и приобретена в государственную коллекцию. За вторую Борис получил диплом третьей степени. Получал дипломы и призы на международных конкурсах: «Antonio Stradivari» в Кремоне (1976, 1979, 1982), имени Генрика Венявского в Познани (1967, 1972, 1977, 1981), конкурсах скрипичных мастеров в Софии (1983, 1987), принимал участие в выставках музыкальных инструментов. Работы Горшкова были высоко оценены скрипичными мастерами Большого театра Г. А. Морозовым и Н. М. Фроловым. В 1966 и 1976 году ездил на стажировку в Чехословакию к мастеру струнных смычковых инструментов в третьем поколении Пшемыслу Шпидлену, с которым сохранил дружеские отношения на всю жизнь.
В разные годы работал экспертом в управлении музыкальных учебных заведений Министерства культуры СССР, членом государственной закупочной комиссии при МК СССР, членом экспертного совета Московской экспериментальной фабрики музыкальных инструментов.
За 45 лет мастером изготовлено более 500 скрипок, 50 альтов, 10 виолончелей — уникальных смычковых музыкальных инструментов высочайших исполнительских и художественных качеств. Он создавал около 10 инструментов в год, как правило, одновременно работая над тремя экземплярами. Первоначально в создании инструментов Б. Л. Горшков основывался на моделях французской школы, а с 1970-х годов на образцах итальянских мастеров Антонио Страдивари и Джованни Баттисты Гваданьини. Его работам характерна особая тщательность и тонкость выделки. Он осуществляет поиски новых дизайнов текстуры дерева при изготовлении корпуса из клёна, березы, груши; применяет золотистый грунт и красновато-оранжево-коричневатый лак. Инструменты Горшкова приобретены отечественными и зарубежными концертными организациями, музыкальными учебными заведениями, филармониями, музеями (Российский национальный музей музыки), частными коллекционерами, на них играют отечественные и зарубежные исполнители.
С 1994 года на общественных началах возглавлял Творческий союз мастеров-художников и реставраторов музыкальных инструментов, являлся членом Правления Союза музыкантов Москвы, членом Координационно-творческого совета Международного Союза музыкальных деятелей и членом Координационного совета Творческих союзов Российской Федерации. Член жюри международных конкурсов скрипичных мастеров. В 2019 году работал Председателем жюри II Международного конкурса скрипичных мастеров «Скрипка: Душа и Облик»—2019.
В 2012 году был в числе 42 российских учёных и деятелей культуры, обратившихся с открытым письмом к президенту, правительству и парламенту РФ, выступив против введения системы ювенальной юстиции.
В 2012 году получил звание почётного жителя внутригородского муниципального образования Арбат. Жил в Москве на Поварской улице, 29/36.
Скончался в Москве в 2021 году. Похоронен на Троекуровском кладбище (уч. 35).
Сегодня его дело продолжают сыновья, которые работают в инструментальных скрипичных мастерских имени Е. Ф. Витачека при Московской консерватории. Старший сын — реставратор, а младший, Сергей (род. 1967 г.) создаёт, осуществляет ремонтные и реставрационные работы смычковых инструментов; является лауреатом и дипломантом всероссийских конкурсов; на Международном конкурсе имени П. И. Чайковского ему была вручена Серебряная медаль (1994).

## Награды и звания
- Орден «За заслуги перед Отечеством» IV степени (31 августа 2005 года) — за большой вклад в развитие отечественной музыкальной культуры и многолетнюю творческую деятельность[12][13].
- Орден Почёта (30 июля 1999 года) — за заслуги перед государством, большой вклад в укрепление дружбы и сотрудничества между народами, многолетнюю плодотворную деятельность в области культуры и искусства[14][10].
- Орден Дружбы (25 октября 2018 года) — за большой вклад в развитие отечественной культуры и искусства, многолетнюю плодотворную деятельность[15].
- Орден Трудового Красного Знамени[16].
- Заслуженный деятель искусств Российской Федерации (19 октября 1995 года) — за заслуги в области искусства[17]
- Заслуженный работник культуры РСФСР (19 октября 1989 года) —  за заслуги в области советской культуры и многолетнюю плодотворную работу[18][16].
- Почётная грамота Президента Российской Федерации (20 апреля 2010 года) — за заслуги в области культуры и искусства, многолетнюю плодотворную деятельность[19].
- Почётная грамота Московской городской думы (28 апреля 1999 года) — за высокие достижения в области отечественной культуры и декоративно-прикладного искусства, заслуги в подготовке высококвалифицированных кадров и в связи с 60-летием со дня рождения и 40-летием творческой деятельности[20].
- Орден М. В. Ломоносова[16].
- Орден Петра Великого I степени[16].
- Почётный житель муниципального округа Арбат (2012).

## Внешние видеофайлы
- Наблюдатель // ТК «Культура». 2012. 18 января.